# Ilhotas de Langerhans

Ilhotas pancreáticas.

Ilhotas pancreáticas (ou Ilhotas de Langerhans) são um grupo especial de células do pâncreas que produzem insulina e glucagon, substâncias que agem como importantes reguladores do metabolismo de açúcar. No pâncreas humano existem entre 1 e 2 milhões de ilhotas de Langerhans, com cerca de 0,3 mm de diâmetro organizadas ao redor de pequenos capilares.
Nomeadas em homenagem a Paul Langerhans, o cientista alemão que as descobriu em 1869, essas células se dispõem em aglomerados (clusters) no pâncreas. Elas fazem e secretam estes hormônios que ajudam o corpo a quebrar e usar o alimento.
São as ilhotas pancreáticas que compõem o pâncreas endócrino (parte endócrina do pâncreas).

## Tipos de células
Os hormônios produzidos nas ilhotas de Langerhans são secretados diretamente na circulação sanguínea por (pelo menos) quatro tipos diferentes de células:
- Células alfa (A) que secretam glucagon (25 por cento das células da ilhota)[1]
- Células beta (B) que secretam insulina e amilina (60 por cento)[1]
- Células delta (D) que produzem somatostatina (3-10%)[1]
- Células PP (F) que contém um polipeptídeo pancreático (1%)

Os ilhéus podem influenciar-se entre si através de comunicação parácrina e autócrina, e as células beta são acopladas eletricamente a células beta (mas não a outros tipos de células).

## Como tratamento para o diabetes tipo I
Como os ilhéus de Langerhans são destruídas na diabetes tipo I, pesquisadores estão buscando ativamente uma tecnologia de transplante de ilhotas como um meio de curar essa doença, em substituição ao transplante de pâncreas. O procedimento é relativamente simples, tem poucas complicações e exige uma hospitalização de curta duração. O grande problema é a obtenção das células, que são originárias de cadáveres. São necessários em média três doadores para se conseguir um número razoável de células.
No Brasil, o primeiro transplante de ilhotas de Langerhans para curar diabetes do tipo I ocorreu em 2004, no Hospital Albert Einstein de São Paulo.